# Max Liebster
Max Liebster (ur. 15 lutego 1915 w Reichenbach (Lautertal (Odenwald)), zm. 28 maja 2008 w Aix-les-Bains) – więzień hitlerowskich obozów koncentracyjnych: Sachsenhausen, Neuengamme, Auschwitz i w Buchenwald; współzałożyciel Fundacji Arnold Liebster.

## Życiorys

### Młodość
Max Liebster był jednym z trójki dzieci urodzonych w żydowskiej rodzinie szewca w Reichenbach w Hesji. Jego ojciec, Bernhard pochodził z Oświęcimia, a matka Bertha z domu Oppenheimer z Reichenbach. Po ośmiu latach edukacji Max ukończył trzyletnią szkołę handlową i pracował jako osoba odpowiedzialna za dekoracje witryn sklepowych. W 1929 roku znalazł pracę w Viernheim, wsi niedaleko Mannheim, tam zamieszkał u krewnych matki, którzy prowadzili firmę. W kolejnych latach pracował w sklepie odzieżowym, gdzie również zajmował się dekoracją witryn.
W noc kryształową w 1938 roku tłum splądrował magazyn i firmę rodziny Oppenheimerów, która wraz z Maxem zdołała uciec do Odenwaldu. We wrześniu 1939 roku w Pforzheim gestapo aresztowało go za to, że był Żydem. Osadzono go w miejscowym więzieniu, a jego majątek skonfiskowano.

### KL Sachsenhausen
Po czterech miesiącach pobytu w więzieniach w Pforzheim i Karlsruhe, w 1940 został osadzony w obozie koncentracyjnym w Sachsenhausen. 14-dniową podróż spędził w dwuosobowej celi w towarzystwie mężczyzny należącym do Świadków Jehowy. W Sachsenhausen przypadkowo odnalazł ojca, również tam zesłanego. Podczas srogiej zimy 1940 roku, jego bardzo osłabiony ojciec zmarł w jego ramionach. Pozwolono mu, aby ciało ojca mógł zanieść do obozowego krematorium, gdzie składowano zwłoki. Ogółem w obozach zginęło ośmiu członków jego rodziny.

### KL Neuengamme
Po dziewięciu miesiącach pobytu w Sachsenhausen został odtransportowany do obozu koncentracyjnego Neuengamme, do pracy przy rozbudowie portu. Podczas pobytu w obozie Neuengamme, gdy pracował w 30-osobowym komandzie złożonym z Żydów i świadków Jehowy, przyjął wierzenia tych ostatnich.

### KL Auschwitz
23 października 1943 roku został przetransportowany do obozu zagłady w Auschwitz, gdzie otrzymał numer obozowy 69733. Tam został przydzielony do ekipy budowlanej, gdzie musiał pracować przymusowo przy budowie zakładów IG Farben w Obozie III Monowitz. Gdy był bardzo chory i następnego dnia miał zostać wysłany do komory gazowej, jeden z esesmanów postarał się dla niego o pracę w stołówce, gdzie mógł dostać więcej jedzenia i odzyskać siły, tym samym uniknął śmierci.

### KL Buchenwald

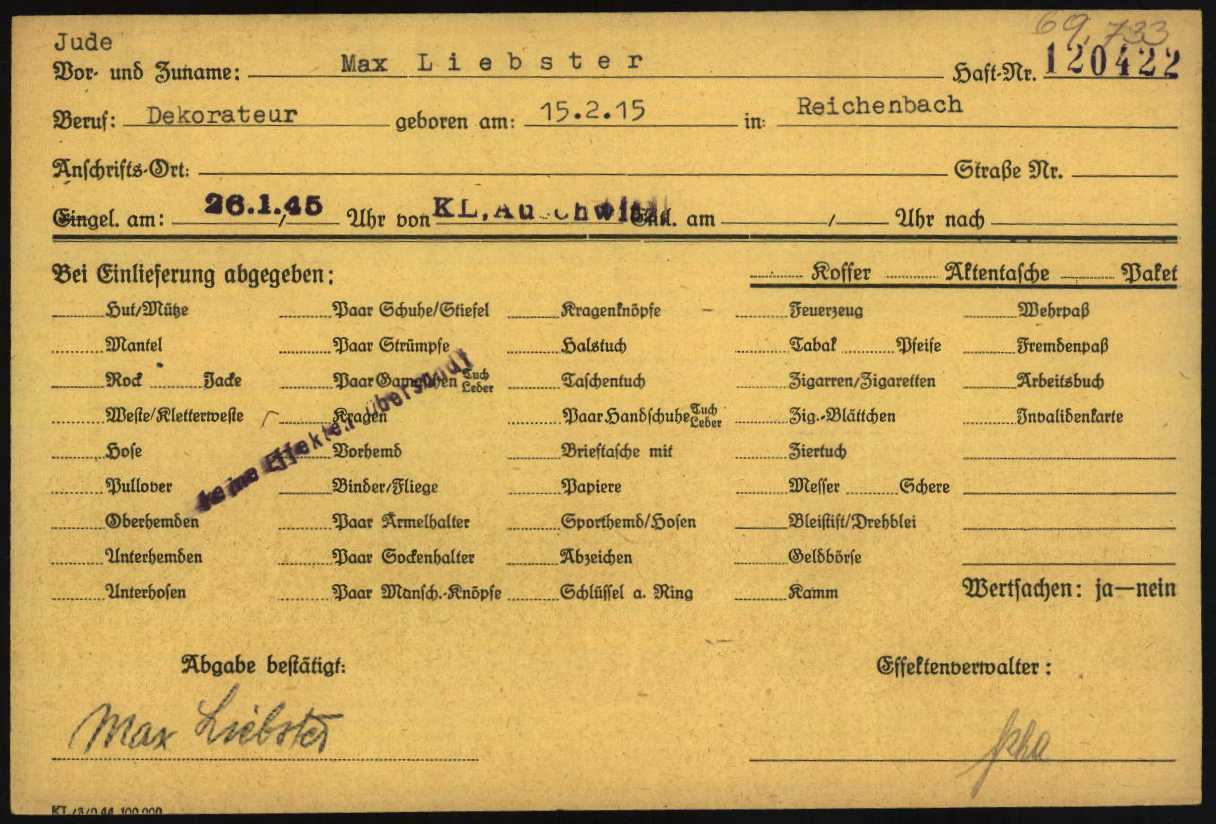
Karta obozowa (KL Buchenwald)

Gdy w styczniu 1945 roku do Auschwitz zbliżała się armia radziecka, wraz z innymi więźniami został ewakuowany przez Gliwice do obozu w Buchenwaldzie. Tam na krótko przed wyzwoleniem obozu wszyscy Żydzi mieli zostać rozstrzelani. Podczas ogólnego zamieszania, gdy Żydzi stali na peronie czekając na transport na miejsce zagłady, wraz z innym Żydem Fritzem Heikornem, odłączył się od grupy, aby przeczytać kilka stron Apokalipsy św. Jana, którą posiadał Heikorn. Pozostawali ukryci aż do zapadnięcia zmroku. Gdy z głośnika obozowego rozległo się wezwanie: „Wszyscy świadkowie Jehowy udadzą się do bloku nr 1”, poszli na miejsce i znaleźli się w grupie 180 współwyznawców. Kilka dni później, 11 kwietnia 1945 roku obóz został wyzwolony przez armię amerykańską.

### Po uwolnieniu
Wkrótce po wyzwoleniu, jeszcze podczas pobytu w Buchenwaldzie, Max Liebster i Fritz Heikorn zostali ochrzczeni jako świadkowie Jehowy. Osiedlił się w Aix-les-Bains we Francji, gdzie pomógł założyć zbór Świadków Jehowy. W roku 1947 wyemigrował do Stanów Zjednoczonych.
Podczas pobytu w Biurze Głównym Świadków Jehowy w Nowym Jorku poznał współwyznawczynię Simone Arnold, która w czasie II wojny światowej była przetrzymywana w ośrodku „reedukacji” w Konstancji. Para pobrała się w roku 1956 w Paryżu. Później razem pełnili specjalną służbę pionierską we Francji, pomogli ponad 250 osobom należeć do Świadków Jehowy. 
W styczniu 2002 roku wraz z żoną założył Fundację Arnold Liebster. Jest to organizacja apolityczna, typu non-profit, która stawia sobie za cel zachowanie wspomnień i pamięci o osobach, prześladowanych ze względów religijnych w czasach nazizmu. Fundacja pomaga w programach edukacyjnych i badaniach historycznych w celu wspierania pokoju, tolerancji, praw człowieka i wolności religijnej.
Zmarł 28 maja 2008 roku w swoim domu w Aix-les-Bains. Jego pogrzeb odbył się 2 czerwca 2008 roku.

## Upamiętnienie

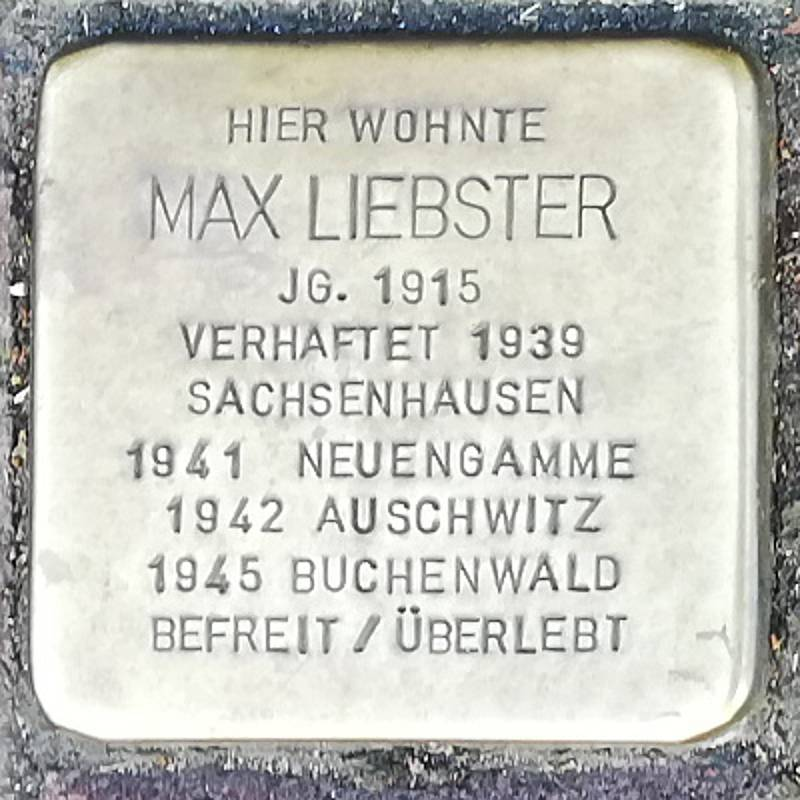
Stolperstein Maxa Liebstera

20 listopada 2004 roku Liebster otrzymał tytuł honorowego obywatela gminy Lautertal. W 2003 roku została wydana jego książkę pt. „Crucible of Terror: A Story of Survival Through the Nazi Storm”, w 2008 roku ukazała się ona w języku polskim pod tytułem „Promyk nadziei w nawałnicy nazistowskiej. Historia ocalałego z holocaustu”.
23 czerwca 2013 roku odsłonięto pomnik w Lautertal-Reichenbach, upamiętniający Maxa Liebstera. W zaproszeniu na uroczystość napisano o Maxie Liebsterze: „był całkowicie przekonany o tym, że chrześcijańskie wartości mogą wydobyć z ludzi to, co najlepsze”. 10 lipca 2015 roku w Viernheim przy Luisenstraße 36 odsłonięto stolperstein poświęcony Maxowi Liebsterowi.
Jego relację ukazano w filmie Niezłomni w obliczu prześladowań – Świadkowie Jehowy a hitleryzm.